# Планета Шин
Планета Шин (енгл. Planet Sheen) америчка је CGI анимирана телевизијска серија. Представља други спин-оф филма из 2001. Џими Неутрон: Дечак геније. Права за емитовање серије купио је Никелодион за прву сезону са 26 епизода. Планета Шин премијеру је одржала 2. октобра 2010. на Никелодиону у Сједињеним Америчким Државама. Последња епизода приказана је 15. фебруара 2013.